# Березово (смт)
Бере́зово (раніше — місто Бере́зов; рос. Берёзово, хант. Сўмт вош, манс. Хāльӯс) — селище міського типу, центр Березовського району Ханти-Мансійського автономного округу Тюменської області, Росія. Адміністративний центр Березовського міського поселення. Раніше мало статус міста та назву Березов (рос. Берёзов).
Розташоване на річці Північна Сосьва. Річковий порт.
Населення — 7287 осіб (2010, 7085 у 2002).

## Відомі особистості
В поселенні народився:
- Шалашников Олександр Петрович (1857–1890) — лікар-ветеринар, мікробіолог-паразитолог.